# Я є Ґрут
«Я є Ґрут» (англ. «I Am Groot») — серія американських анімаційних короткометражних фільмів, створена для потокового сервісу Disney+. Проєкт засновано на коміксах про Ґрута американського видавництва Marvel Comics.
Проєкт було анонсовано в грудні 2020 року, а виготовлення фотореалістичної анімації розпочалося у серпні 2021.
Прем’єра першого сезону відбулася 10 серпня 2022 року, а другого — 6 вересня 2023 року.

## Синопсис
Малюк Ґрут вирушає у пригоди з новими та незвичайними персонажами. 

## Виробництво

### Розробка
У грудні 2020 року президент Marvel Studios Кевін Файгі анонсував серію короткометражних фільмів «Я є Ґрут» з Ґрутом. У квітні 2021 року Джеймс Ф. Ґанн, сценарист й режисер фільмів «Вартові галактики», «Вартові галактики 2», «Вартові галактики 3», підтвердив, що серіал буде анімаційним. У червні американський актор Він Дизель, який зазвичай озвучує Ґрута, сказав, що Файгі був у захваті від запланованої історії про повернення Ґрута на рідну Планету Ікс.

### Анімація
Серіал буде представлений у фотореалістичному стилі анімації, його виробництво розпочалося у серпні 2021 року.

## У ролях

### Акторський склад
- Він Дізель — Ґрут / Малюк Ґрут[3]
- Бредлі Купер — Єнот Ракета[9]

Крім того, Джеймс Ганн з'явився з камео в ролі наручного годинника.

## Прем'єра
Перший сезон «Я є Ґрут» вийшов на Disney+ 10 серпня 2022 року та є частиною четвертої фази кіновсесвіту Marvel.
Прем'єра другого сезону запланована на 6 вересня 2023 року. Другий сезон буде належати до п'ятої фази кіновсесвіту Marvel.
| № серії (загалом) | № серії (в сезоні) | Назва серії                               | Режисер(и)    | Сценарист(и)  | Оригінальна дата виходу |
| ----------------- | ------------------ | ----------------------------------------- | ------------- | ------------- | ----------------------- |
| 1                 | 1                  | «Перші кроки Ґрута» «Groot's First Steps» | Кірстен Лепор | Кірстен Лепор | 10 серпня 2022          |
| 2                 | 2                  | «Маленький хлопчик» «The Little Guy»      | Кірстен Лепор | Кірстен Лепор | 10 серпня 2022          |
| 3                 | 3                  | «Полювання на Ґрута» «Groot's Pursuit»    | Кірстен Лепор | Кірстен Лепор | 10 серпня 2022          |
| 4                 | 4                  | «Грут приймає ванну» «Groot Takes a Bath» | Кірстен Лепор | Кірстен Лепор | 10 серпня 2022          |
| 5                 | 5                  | «Найкраща робота» «Magnum Opus»           | Кірстен Лепор | Кірстен Лепор | 10 серпня 2022          |